# Гіперболічна траєкторія

Еліптична кеплерівська орбіта з ексцентриситетом 0.7 (червоний еліпс), параболічна кеплерівська орбіта (зелена) і гіперболічна кеплерівська орбіта з ексцентриситетом 1.3 (зовнішня синя лінія)

Гіперболічна траєкторія — незамкнена траєкторія небесного тіла навколо центру маси, тоді коли воно має швидкість, що перевищує другу космічну. Назва походить від того факту, що в задачі двох тіл така траєкторія має вигляд гіперболи. Ексцентриситет орбіти гіперболічної траєкторії більший від одиниці. Початкова й кінцева точки траєкторії віддалені від центру маси на нескінченість. 
Гіперболічна траєкторія є власне гіперболою тільки в разі класичної задачі двох тіл з потенціалом, що обернено пропорційно залежить від відстані між тілами. Для інших потенціалів взаємодії, або при врахуванні релятивістських ефектів, така траєкторія не обов'язково є гіперболою, хоча назву гіперболічна вживають і для цих випадків.  